# Kierownictwo duchowe
Kierownictwo duchowe – w chrześcijaństwie praktyka, z której korzystają osoby chcące udoskonalać swą relację z Bogiem, pogłębiać życie wewnętrzne, wykorzeniać swoje wady i wzrastać w cnotach.
Kierownictwo duchowe zazwyczaj opiera się na dialogu, w którym osoba prowadzona opowiada o swoim życiu w jego wymiarze duchowym i w innych, a kierownik duchowy słucha, pyta i radzi. Nie jest to forma psychoterapii ani doradztwa, ponieważ dla chrześcijan skuteczność kierownictwa bazuje na działaniu Ducha Świętego.
Kierownictwo duchowe jest pojęciem monastycznym. Początki kierownictwa duchowego miały miejsce w życiu eremickim Ojców pustyni chrześcijańskiego wschodu. Kierownikiem duchowym mógł być ktoś, kto sam prowadził życie duchowe. Sprawowanie kierownictwa duchowego, bycie starcem nie wymagało koniecznie posiadania święceń kapłańskich. Wśród bizantyjczyków wysuwano postulat by tacy ojcowie duchowi, niebędący kapłanami, mieli prawo rozgrzeszania. Praktykował to, i to na odległość, święty rekluz Barsanufiusz oraz jego uczeń i przyjaciel Jan zwany „Prorokiem”.